# Chersotis firdusii
Chersotis firdusii là một loài bướm đêm trong họ Noctuidae.